# Yvan Vouillamoz
Yvan Vouillamoz (...) è un ex saltatore con gli sci svizzero.

## Biografia
In Coppa del Mondo esordì il 1º gennaio 1989 a Garmisch-Partenkirchen (64°) e ottenne l'unico podio il 12 gennaio 1992 in Val di Fiemme (3°).
In carriera prese parte a un'edizione dei Campionati mondiali, Val di Fiemme 1991 (6° nella gara a squadre il miglior risultato), e a una dei Mondiali di volo, Harrachov 1992 (30°).

## Palmarès

### Coppa del Mondo
- 1 podio (a squadre):
  - 1 terzo posto